# ميجا ستار
شركة ميجا ستار هي شركة متخصصة في الإنتاج الإعلامي للفيديو والكاسيت والحفلات إضافة إلى الإعلام المرئي والمقروء، تأسست عام 1992 ومقرها في المملكة العربية السعودية جدة، مديرها العام الأمير محمد بن خالد العبد الله الفيصل، هي ممثلة لشركة سوني العالمية في السعودية.

## نبذة عن الشركة
تأسست ميجا ستار في عام 1992م تقوم بتوزيع الموسيقى، وأفلام الفيديو، وبرامج الوسائط التعليمية المتعددة، من خلال شبكة كبيرة من الموزعين تصل إلى 600 عميل، بالإضافة إلى امتلاكها 17 معرضاً في السعودية والإمارات المتحدة، فيما شهد نشاطها نمواً بواقع 41.8٪؜ خلال عشر سنوات، حيث تمثل كلاً من سوني ميوزيك انترتينمنت، وتمبوكتو ريكورد، وفي 2 ميوزيك، ودي كي ميوزيك من الفنون العالمية، كما تمثل كلاً من سوني ميوزيك انديا، وشركة رحمات غرامافون، رافا، وماجد، وشركة تي سيريز من الفنون الآسيوية، وعددا من وكالات شركات الأفلام العالمية مثل تونتيث سنشري فوكس، وكولمبيا ترايستار، وإم.جي.إم، كما تولت إنتاج وتوزيع أعمال العديد من المبدعين والفنانين العرب أمثال: فيروز، وصابر الرباعي، ووائل الجسار وإلين خلف، تابعة لمجموعة الفيصلية السعودية عام 2002 أتمت صفقة لشراء حصة مقدارها 51٪؜ من رأسمال شركة مون لايت ميوزيك، أكبر شركات التوزيع الفني اللبنانية.

## أهم النجوم الذين تعاملوا معها
- سميرة سعيد
- محمد منير
- صابر الرباعي
- ذكرى
- حميد الشاعري
- لطفي بوشناق
- شعبان عبد الرحيم
- علاء عبد الخالق
- إلين خلف
- أمل عرفة
- نانسي عجرم
- واما
- عباس إبراهيم
- عامر منيب
- يسرا
- رزقي
- أمل وهبي
- حلمي عبد الباقي